# WeChat

Alipay és WeChat logók egy beijingi Burger King kasszájánál

A WeChat  () kínai többcélú média-mobilalkalmazás, mely egyben üzenetküldő, mobilos fizetőeszköz és közösségi hálózat. A Tencent 2011-ben hozta létre, és 2018-re már a legnagyobb önálló mobilalkalmazások közé tartozik, 1 milliárd havi aktív felhasználóval. (A napi aktív felhasználók száma 902 millió.)

## Népszerűség
Mivel sok funkciót foglal magába és platformfüggetlen, nevezték már "a kínaiak mindenesének", a világ első "szuperalkalmazásának", a legerősebb alkalmazások egyikének.
Kínában az online szociálizálódáshoz nélkülözhetetlen eszköz. A mindennapi kommunikáció nagy mértékben a WeChaten megy végbe, amely lassan átveszi az egységes kapcsolattartóeszköz szerepét a telefonbeszélgetéstől, üzenettől, hangüzenettől és e-mailtől.
A kínai felhasználóközönség elégedettsége következtében egyre nagyobb a sikere és a külföldről beköltözők is nap mint nap használják, mivel angolul, németül és 18 egyéb nyelven megjeleníthető.

## Szolgáltatások
Nem csak szövegüzenetet küldhetünk egy személynek vagy csoportnak, de maximum 60 másodperces hangüzenetet, 10 másodperces videót, képet vagy fájlt is. A szövegüzenetek visszakereshetőek, és beépített fordítás is működik. Videóbeszélgetés vagy hanghívás szintén lehetséges.
A WeChat Pillanatok (angolul WeChat Moments, kínaiul 朋友圈) üzenőfal, amelyre saját tartalmat vagy linkeket tehetünk, hogy ezeket megosszuk barátainkkal, akik értékelhetik és hozzászólhatnak.
Kínai vagy külföldi bankszámlával való összekapcsolás által a WeChat fizetőeszközzé is válik, amely könnyűszerrel működtethető és egységes. Az elektronikus pénztárcát a WeChat felhasználók 80%-a használja. Nem csak, hogy minden üzletben, automatánál és online fizetésnél használható, de a barátok (vagy ismeretlenek) közötti pénzküldés is pillanatokba kerül.
Szokás szerint a QR-kód szkennelésével veszik fel egymást barátlistájukra.
A cégek számára létesített "hivatali fiókok" olyan egyszerű de tetszetős felhasználófelületek ahol egy weboldalhoz hasonlóan a cég híreket közölhet a feliratkozott vevőkkel.
Bár csak mobil használatra fejlesztették a WeChatet, létezik egy egyszerű számítógépes (Windows és OS X) változat, mely által sok kínai cég és iroda belső kommunikációja történik.